# Kalayaan (Palawan)
Kalayaan, officiellement la municipalité de Kalayaan (tagalog: Bayan ng Kalayaan), est une municipalité en mer de Chine méridionale sous la juridiction de la province de Palawan aux Philippines. Selon le recensement de 2015, elle a une population de 184 personnes.

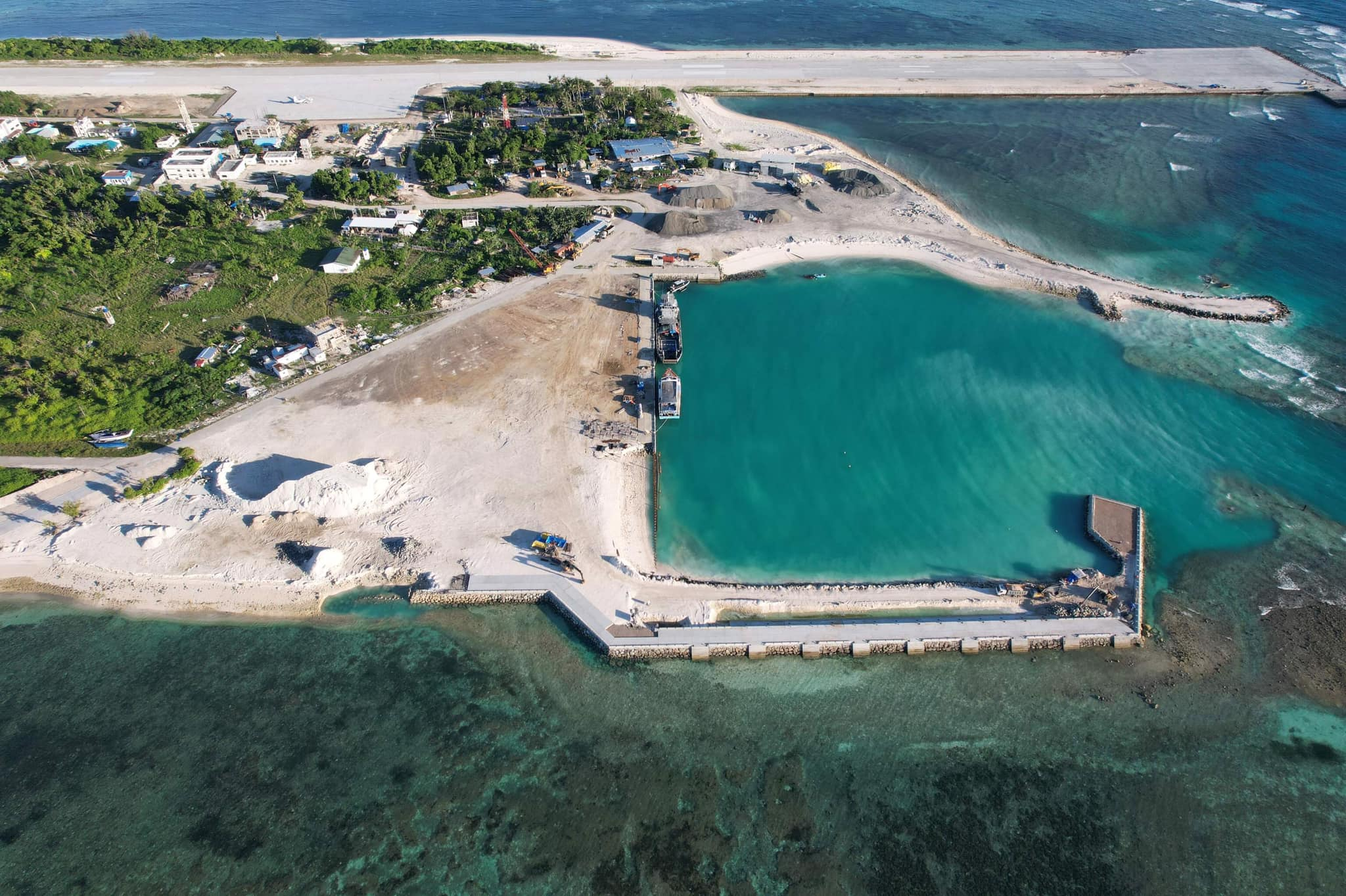
Port maritime en construction sur l’île de Thitu (Pag-asa).

## Histoire
Faisant partie des îles Spratley, située dans la mer des Philippines occidentale, la municipalité de Kalayaan, qui comprend l'île de Pag-asa, est à 280 milles nautiques au nord-ouest de Puerto Princesa et à 932 kilomètres (579 mi) au sud-ouest de la région métropolitaine de Manille. Elle se compose d'un seul barangay situé sur l'île de Pag-asa, qui sert également de siège au gouvernement municipal. C'est la municipalité la moins peuplée des Philippines.
Le président Ferdinand E. Marcos a créé la municipalité de Kalayaan en signant le décret présidentiel 1596 le 11 juin 1978. Celui ci l'établi comme "une municipalité distincte de la province de Palawan".